# Bertil Hammer
Bertil Hans Ragnar Hammer, född 26 december 1877 i Ålem, död 1 december 1929, var en svensk pedagog.
Hammer blev filosofie doktor i Uppsala 1908, docent i psykologi samma år och 1910 förste innehavare av den nyupprättade lärostolen i pedagogik vid Uppsala universitet. Från början var Hammer psykologiskt inriktad, men ställde sig med tiden alltmera skeptisk mot möjligheten att bygga upp en förbättrad undervisning på psykologisk grund och förhöll sig avvisande mot radikala pedagogiska reformriktningar över huvud taget. Under 1920-talets strider om de svenska läroverkens organisation och arbetssätt gjorde Hammer viktiga diskussionsinlägg och bekämpade ivrigt förslaget att göra de sexklassiga folkskolan i sin helhet till bottenskola för den högre undervisningen, den så kallade enhetsskoletanken. Hammer grundade och utgav den första svenska vetenskapliga pedagogiska facktidskriften Svenskt arkiv för pedagogik (1922-). Bland hans skrifter märks Bidrag till uppmärksamhetens psykologi (1908), Experimentell och intuitiv pedagogik (1909), Fantasien i några dess yttringar (1916) samt Enhetsskolan (1922).